# Intelligence Corps
L‘Intelligence Corps, aussi dénommé « Int Corps », littéralement « Corps de renseignement », est l'une des armes  de l'Armée de terre britannique. Il est responsable de la collecte, de l'analyse et de la diffusion de renseignement militaire, ainsi que de contre-espionnage et sécurité. 
Ses effectifs entre 2017 et 2021 comprennent, entre autres, 1 600 et 1 700 militaires d'active.